# توئی، آیچی
توئی، آیچی (به لاتین: Tōei, Aichi) یک سکونتگاه مسکونی در Japan است که در Kitashitara District, Aichi واقع شده‌است.

## خصوصیات
توئی ۱۲۳٫۴۰ کیلومترمربع مساحت و ۳٬۶۵۴ نفر جمعیت دارد.